# Huset Silfvercronas gåta
Huset Silfvercronas gåta är en svensk TV-serie från 1974, regisserad av Gunila Ambjörnsson med Tomas Bolme, Meta Velander och Stig Engström med flera. Berättelsen, som är inspirerad av Edith Nesbits ungdomsbok Huset Ardens gåta (vilken i första avsnittet omnämns av huvudpersonerna Lisa och Lasse) är inspelad vid Penningby slott.
Serien är en av titlarna i boken Tusen svenska klassiker (2009).

## Handling
Lasses pappa äger ett gammalt slott som han har ärvt. I slottet bor tant Hedvig. Hon känner till sagan om skatten och berättar en del för Lasse och Lisa, men en del får de ta reda på själva. På 1400-talet skapade slottsherren en förmögenhet, vilken gömdes i en kista. Byggnaden har farliga gamla delar som Lasse och Lisa besöker utan tillåtelse, och de finner ett rum med en spegel och klockor. Lasse försöker att åka tillbaka i tiden. Han lyckas och färdas till 1400-talet. Lisa följer efter honom. De reser till olika tider i sex avsnitt. Skatten kommer att hittas, men förloras.
Under sina tidsresor får barnen träffa Gustav Vasa och upproriska bönder, såväl som olika adliga herrar, som Erik Gustav Silfvercrona, Karl Gustav Silfvercrona och Magnus Bengtsson Silfvercrona. De får höra talas om arbetaruppror och upprorsmän i olika tider.

## Avsnitt
1. Vem är egentligen denna tant Hedvig? (1974-01-05)
2. Fånge i det förflutna (1974-01-12)
3. Vem varnar Nils Dacke? (1974-01-19)
4. Det brinner i knutarna (1974-01-26)
5. Torsdagsnatt vid fullmåne (1974-02-02)
6. Sök i framtiden (1974-02-09)

## Rollista i urval
- Tomas Bolme – Birgersson, köpmannen, brukspatron
- Stig Engström – Magnus Silfver, Magnus Bengtsson, Erik Gustaf Silfvercrona, Carl Gustaf Silfvercrona, baron Silfvercrona
- Meta Velander – tant Hedvig, fru Ramborg, fatburshustrun, redejan
- Anders Linder – musikant
- Per Dyme – Lasse
- Birgitta Sundberg – Lisa
- Batte Sahlin – Nils Persson, Måns Nilsson, arbetare, smed
- Håkan Serner – berättare
- Jörgen Lantz – vakt
- Birger Åsander – Gustav Vasa
- Helge Skoog – Måns Nilsson
- Marrit Ohlsson – mormorn
- Rolf Larsson – arkitekten
- Gösta Bredefeldt – liesmeden
- Rolf Skoglund – lykttändare
- Stefan Böhm – arbetare
- Lottie Ejebrant – patrons hustru

## DVD
Serien gavs ut på DVD första gången år 2006 och senare i en samlingsbox tillsammans med serierna Kullamannen och Kråkguldet år 2008.

### Fotnoter
1. ↑  ”Huset Silfvercronas gåta | Svensk mediedatabas (SMDB)”. smdb.kb.se. https://smdb.kb.se/catalog/id/002426121. Läst 9 juli 2018.
2. ↑  Gradvall et al 2009, #405